# 上瓦納峰
47°23′45″N 11°3′15″E / 47.39583°N 11.05417°E

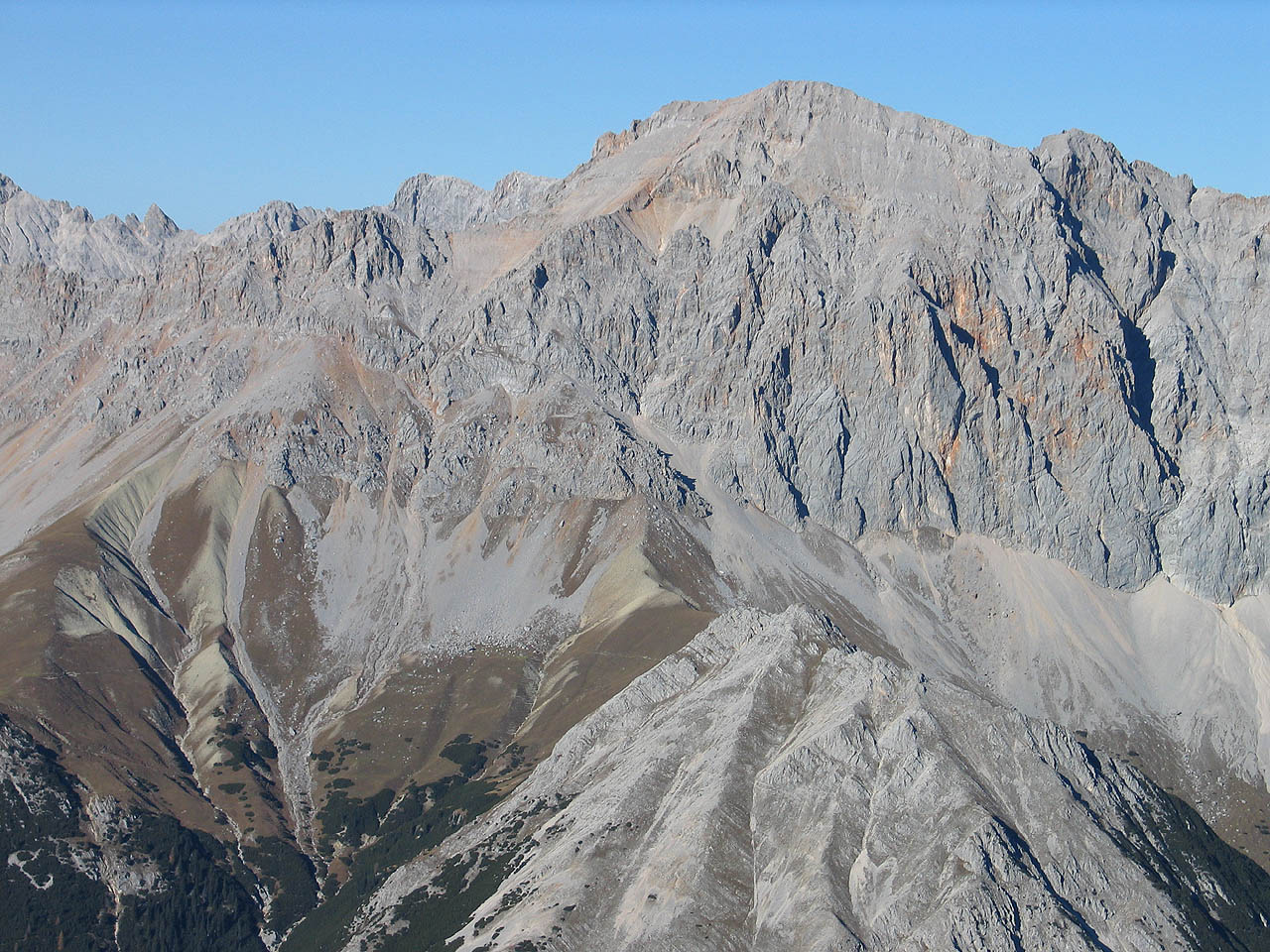

上瓦納峰（德語：Hochwanner），是歐洲的山峰，位於德國和奧地利接壤的邊境，屬於韋特施泰因山脈的一部分，海拔高度2,744米，人類在1870年首次登上該山峰。